# Jared Borgetti
Jared Francisco Borgetti Echeverría (ur. 14 sierpnia 1973 w Culiacán) – meksykański piłkarz pochodzenia włoskiego występujący najczęściej na pozycji napastnika,wielokrotny reprezentant Meksyku.
Borgetti jest legendą i najlepszym strzelcem w historii zespołu Santos Laguna. Łącznie w latach 1996–2004 strzelił dla niego 189 ligowych goli (w tym 30 w play–offach). Jego znakiem rozpoznawczym była świetna gra głową. Zajmuje trzecie miejsce na liście najlepszych strzelców wszech czasów ligi meksykańskiej (252 gole, 211 trafień w regularnych sezonach i 41 w play–offach), zaraz za Cabinho i Carlosem Hermosillo. Z 46 bramkami jest też drugim najlepszym strzelcem w historii reprezentacji Meksyku. Na sporządzonej przez IFFHS liście najskuteczniejszych zawodników dekady 2001–2010, nieuwzględniającej goli ligowych, zajął czternaste miejsce z 58 golami na koncie.

## Kariera klubowa
Borgetti, którego dziadek ze strony ojca był Włochem, rozpoczynał swoją piłkarską karierę w małym klubie CF Culiacán, skąd w 1994 roku przeszedł do zespołu Atlas z Guadalajary, w Primera División zadebiutował 6 marca 1994 roku. Dla pierwszego klubu zdobył 21 goli w 61 meczach, jednak uznania nie zdobył i w 1996 został sprzedany do zespołu Santos Laguna z Torreón, dla którego przez osiem lat zdobył 189 bramek w 295 meczach (wliczając fazy play–off). Stworzył bramkostrzelny duet z Chilijczykiem Rodrigo Ruizem. Dwukrotnie zdobywał tytuł najlepszego strzelca ligi: w sezonie zimowym 2000 i latem 2001. Następnie Borgetti występował w swoim rodzinnym mieście Culiacán w klubie Dorados de Sinaloa, zaś od 2005 był zawodnikiem czołowego klubu Primera División C.F. Pachuca, w którym stał się jednym z najlepszych zawodników Meksyku i latem 2005 został sprzedany za 900 tysięcy funtów do Bolton Wanderers, jako pierwszy Meksykanin w Premiership. W sezonie 2005/06 zdobył dla Boltonu 2 gole w 19 meczach. W drugiej połowie 2006 roku grał w saudyjskim Al–Ittihad, od 2007 reprezentował barwy meksykańskich Cruz Azul, Monterrey, Guadalajary, Puebli i Morelii. Sezon Apertura 2010 spędził w drugoligowym Leónie, gdzie na początku grudnia zakończył piłkarską karierę.

## Kariera reprezentacyjna
W reprezentacji Meksyku Borgetti zadebiutował 5 lutego 1997 w meczu z Ekwadorem, jednak dopiero podczas kampanii eliminacyjnej do Mistrzostw Świata 2002 znalazł miejsce w podstawowym składzie drużyny narodowej, dla której zaczął strzelać regularnie bramki. Wystąpił w turniejach Copa América 2001 i 2004 oraz na Mistrzostwach Świata 2002. W 2003 zdobył Złoty Puchar CONCACAF, na którym zdobył 3 bramki. W 2005 zaś błysnął na Pucharze Konfederacji w Niemczech, na którym Meksyk zajął 4. miejsce. W 2006 został powołany na Mistrzostwa Świata, jednak już w pierwszym meczu grupowym z Iranem (3:1) odniósł kontuzję, która wyeliminowała go z dalszych gier. Łącznie rozegrał dla reprezentacji Meksyku 89 meczów i zdobył 46 goli, co czyni go najskuteczniejszym strzelcem tej drużyny narodowej w historii.